# ベルチャーウミヘビ
ベルチャーウミヘビ（学名：Hydrophis belcheri）は、コブラ科ウミヘビ属に分類されるヘビ。特定動物。有毒。

## 分布
インド洋東部からフィリピン、インドネシア、パプアニューギニア、オーストラリア北部からソロモン諸島にかけての近海。特にティモール海付近に多く生息している。

## 形態

### 毒
毒の成分は神経毒から成り、症状は、全身の倦怠感，筋肉痛，運動障害，呼吸困難，麻痺、そして最悪の場合は死に至る。
本種に咬まれた場合は、そのまま放っておくと身体が動かなくなり、溺死してしまう危険性が高いため、とにかくまず陸に上がることが重要である。そして、一刻も早く病院へ急行し、医師による適切な治療を受ける。
1996年に出版された「Snakes in question: The Smithsonian Answer Book」という本により、世界で最も毒の強いヘビとして誤って広まった。

## 生態
主に熱帯から亜熱帯に生息する。
繁殖形態は卵胎生。
比較的大人しい性格の本種から人間に咬み付いてくることはまずないといわれるが、本種の近縁種にはクロガシラウミヘビのように比較的攻撃的な種も存在するので、種の判別に自信がない場合は触らない方が良い。